# Diocese da Dácia
A Diocese da Dácia foi uma diocese durante a fase final do Império Romano que ficava na região da Dácia, onde hoje estão os estados modernos da Sérvia, Montenegro e da Bulgária ocidental. Ela era subordinada à prefeitura pretoriana da Ilíria e sua capital era Sérdica (moderna Sófia).

## História
O imperador Aureliano (r. 270-275), confrontado pela secessão das dioceses da Gália e Hispânia, que já durava desde a década de 260, pelo avanço dos sassânidas na Ásia e pela devastação provocada pelos cárpios e godos na Mésia e Ilíria, abandonou a província da Dácia, criada por Trajano depois de suas Guerras Dácias, e recuou as legiões que a defendiam, fixando novamente a fronteira romana no Danúbio. A nova província, chamada Dácia Aureliana, foi organizada ao sul do grande rio na região da Mésia central.
O abandono da "Dácia Trajana" pelos romanos foi mencionada por Eutrópio em seu Breviarium historiae Romanae, no livro IX :
| “ | A província da Dácia, que Trajano havia criado além do Danúbio, ele entregou, desesperado, depois que toda a Ilíria e a Mésia haviam sido despopuladas, por mantê-las. Os cidadãos romanos, refugiados das cidades e terras da Dácia, ele assentou no interior da Mésia, chamando aquela região de Dácia, que agora divide as duas Mésias, e que está na margem direita do Danúbio conforme ele corre para o mar, enquanto que a antiga Dácia estava na margem esquerda. | ” |

Posteriormente, durante as reformas de Diocleciano e Constantino, a Diocese da Mésia foi criada abrangendo a maior parte da região central dos Balcãs e da Grécia. Depois de uns poucos anos, porém, ela foi dividida em duas, formando a Diocese da Macedônia e a Diocese da Dácia, esta com as seguintes províncias:
- Dácia Mediterrânea -  a porção sul e interior da Dácia Aureliana.
- Dácia Ripense - a porção norte, danubiana, da Dácia Aureliana.
- Mésia Prima
- Dardânia
- Prevalitana

A diocese foi transferida para o Império Romano do Ocidente em 384 por Teodósio I, provavelmente em parte como forma de compensar a imperatriz-consorte romana Justina por ele ter reconhecido o golpe de Magno Máximo na Britânia, Gália e Hispânia. Porém, depois de sua morte, em 395, ela voltou ao Império Romano do Oriente, passando a fazer parte, juntamente com a Diocese da Macedônia ao sul, a prefeitura pretoriana da Ilíria.
Como parte da Ilíria, a Diocese da Dácia continuou existindo até a invasão dos ávaros na década de 580, quando ela foi completamente destruída.